# Potencjalnie niebezpieczne asteroidy

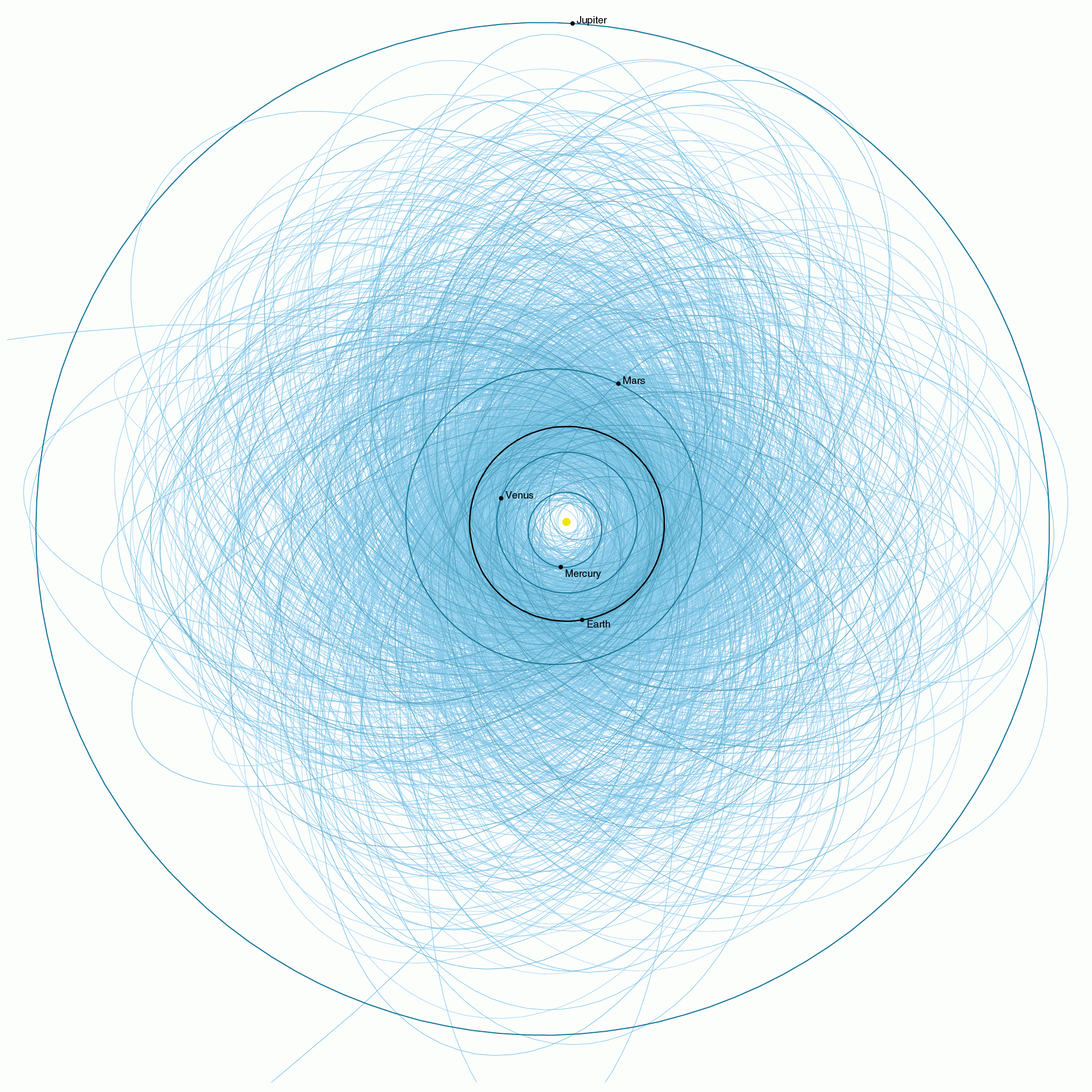
Orbity ponad 1400 znanych w 2013 roku potencjalnie niebezpiecznych planetoid.

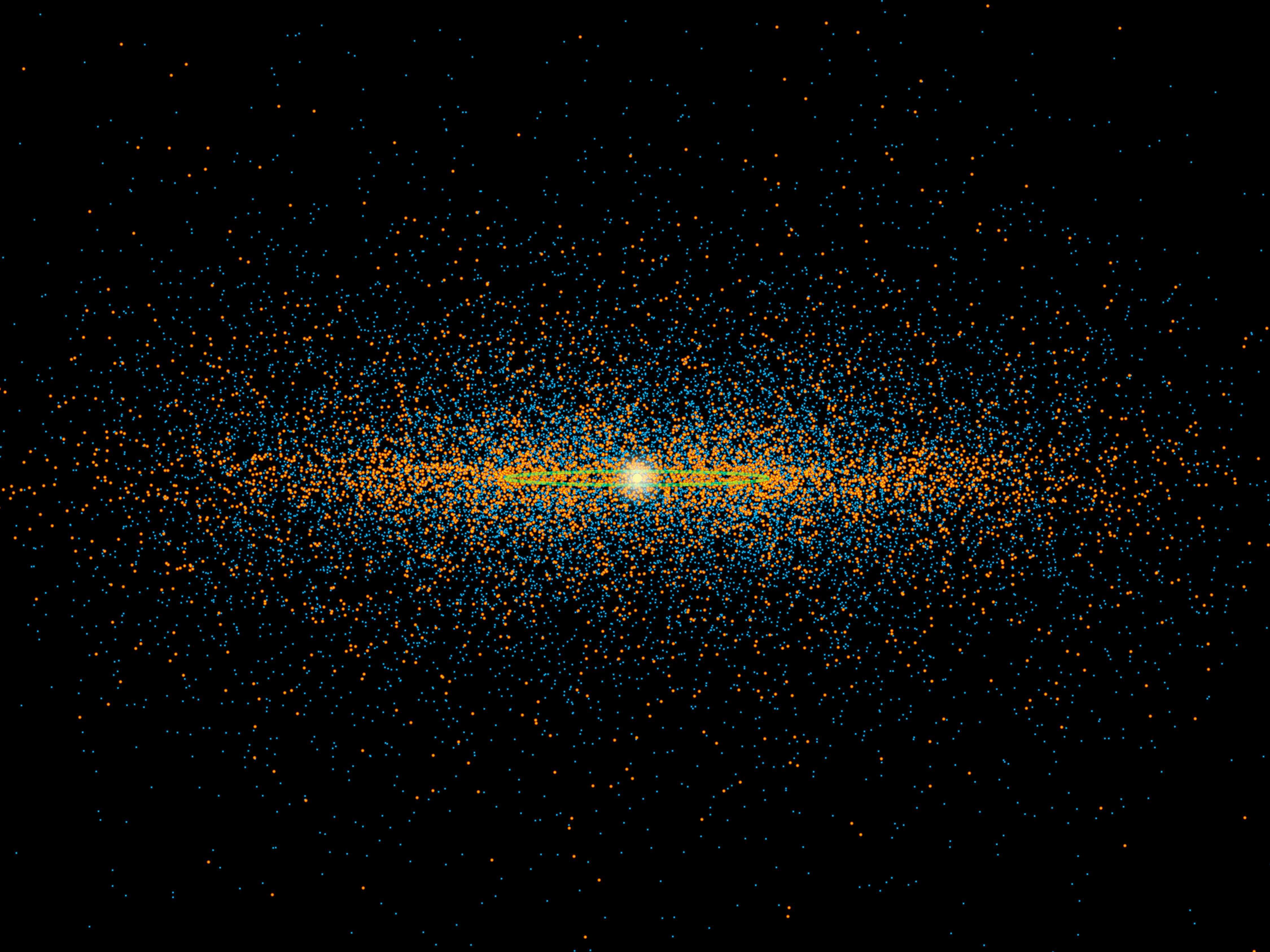
Symulowany rozkład przestrzenny potencjalnie niebezpiecznych asteroid (pomarańczowe) i innych planetoid bliskich Ziemi (niebieskie). Zielona linia przedstawia orbitę Ziemi. (Według opracowania NASA z 12 maja 2012.)

Potencjalnie niebezpieczne asteroidy (ang. Potentially Hazardous Asteroid, w skrócie: PHA) – planetoidy poruszające się wokół Słońca po orbitach przecinających orbitę Ziemi lub znajdujących się w jej pobliżu.
Z powodu możliwych zbliżeń do Ziemi, mogą one zderzyć się z nią, czego skutkiem mogą być wielkie zniszczenia na powierzchni Ziemi, a nawet zmiany klimatyczne. W przeszłości Ziemia niejednokrotnie zderzała się z obiektami różnej wielkości, czego świadectwem są kratery uderzeniowe na jej powierzchni (lub pod nią, w przypadku części starszych). Potencjalnie niebezpieczne planetoidy zalicza się do większej klasy potencjalnie niebezpiecznych obiektów.

## Liczba
Obserwacje sondy Wide-field Infrared Survey Explorer (WISE) wskazują, że istnieje 4700 ± 1500 obiektów PHA, o średnicach powyżej 100 m. Większość potencjalnie niebezpiecznych planetoid krąży blisko płaszczyzny Układu Słonecznego (płaszczyzny ekliptyki).
Obecnie znanych jest ponad 2000 potencjalnie niebezpiecznych planetoid (2490 według stanu na 13 marca 2025 roku), przy czym żadna nie stwarza realnego zagrożenia katastrofą kosmiczną.
| Występowanie PHA           | Liczba nazwanych | Liczba ponumerowanych | Liczba wszystkich w bazie JPL |
| -------------------------- | ---------------- | --------------------- | ----------------------------- |
| Grupa Atiry                | 0                | 2                     | 7                             |
| Grupa Atena                | 7                | 104                   | 198                           |
| Grupa Apolla               | 43               | 727                   | 2137                          |
| Grupa Amora                | 1                | 42                    | 148                           |
| Razem cały Układ Słoneczny | 51               | 875                   | 2490                          |